# Markus Molis
Markus Molis (* 3. März 1966) ist ein deutscher Biologe, der bis 2013 die Gastforschung an der Biologischen Anstalt Helgoland (BAH) leitete. Anschließend wechselte er an das Alfred-Wegener-Institut in Bremerhaven.

## Biografie
Molis diente nach dem Abitur, zuletzt als Fähnrich, bei der Bundeswehr und ist Offizier der Reserve. Er studierte Biologie an der Universität Marburg, in den USA und an der Universität Kiel. Er promovierte in Kiel. Nach seiner Promotion war er der wissenschaftliche Koordinator des Forschungs- und Trainingsprogramms GAME (Globaler Ansatz durch modulare Experimente) am Institut für Meereskunde in Kiel. 2004 bekam er eine Stelle am Alfred-Wegener-Institut für Polar- und Meeresforschung (AWI) und beschäftigte sich mit der Unterwasserwelt.
Er wurde 2004 Leiter der Gastforschung an der Biologischen Anstalt Helgoland (BAH). Die BAH ist eine meeresbiologische Forschungs- und Serviceeinrichtung auf der Nordseeinsel Helgoland. Sie gehört seit 1998 zum Alfred-Wegener-Institut. Er arbeitet über Weidegänger (alga-grazer interactions) und über ökosystemare Zusammenhänge in marinen Systemen (community ecology).
Er lehrt im Rahmen von Kursen an der BAH und an der Universität Bremen.